# بلروفون
بلروفون (به یونانی: βελλεροφῶν) یا هیپونوس (یونانی باستان: Ἱππόνοος; ترجمه تحت‌اللفظی «اسب شناس»)، در اسطوره‌شناسی یونانی، پهلوان الهی کورینسی، پسر پوزئیدون و اورینومه، همسر گلاوکوس (پادشاه افورا) زاده شهر کورینتوس بود. او پیش از دوران هراکلس، در کنار پرسئوس و کادموس یکی از نام‌آورترین قهرمانان اسطوره‌ای یونان بود. بزرگ‌ترین شاه‌کار او کشتن کیمیرا، هیولایی که به گفته هومر دارای سر شیر، بدن بز و دمی از سر مار که از دهانش شعله‌های آتش بیرون می‌زند.
بلروفون همچنین به خاطر اسیر و رام کردن اسب بالدار پگاسوس با کمک افسار افسون‌شده آتنا، و برانگیختن بی‌مهری ایزدان پس از تلاش برای سوار شدن بر پگاسوس به مقصد کوه اُلَمپوس شناخته می‌شود.

## گرفتن پگاسوس

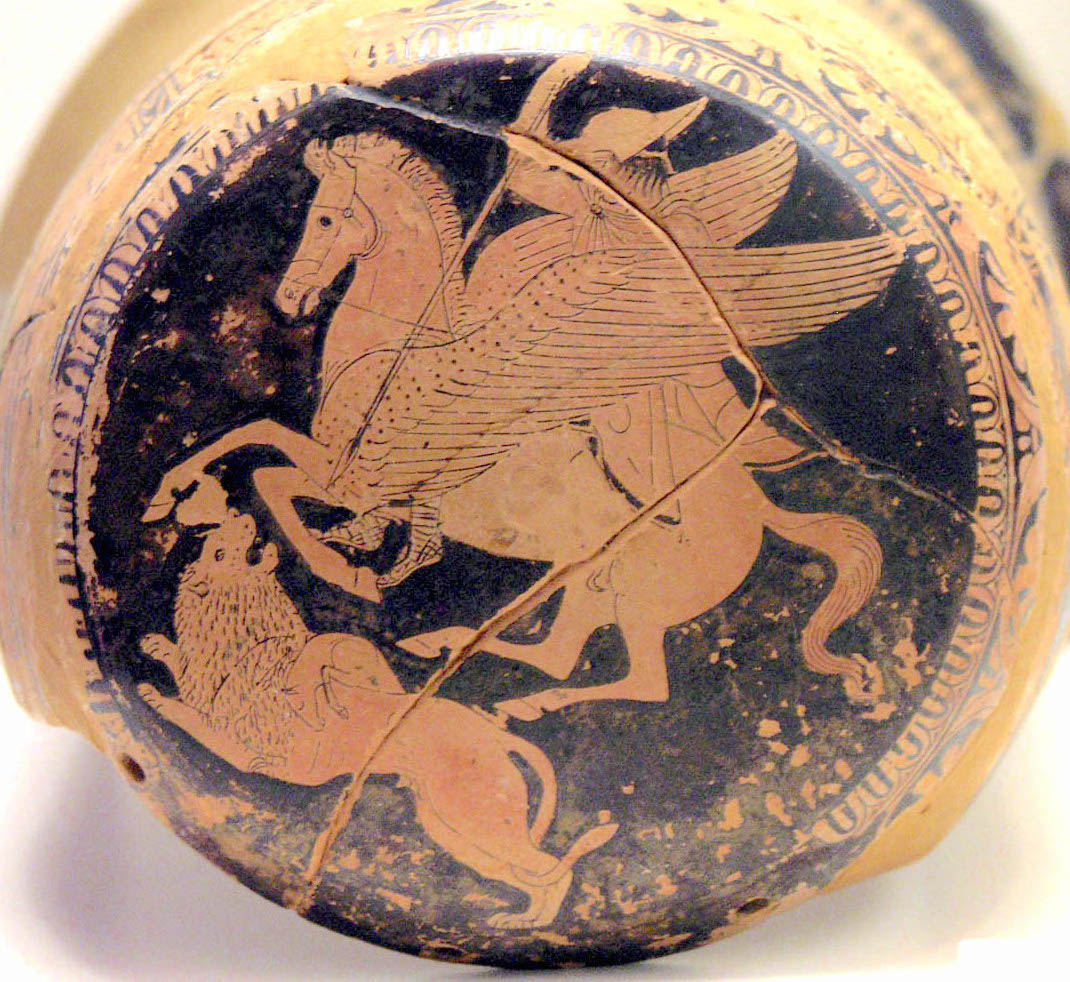
بلرفون سوار بر پگاسوس در حال نبرد با کیمیرا

هنگامی که بلروفون تنها پسربچه‌ای در کورینتوس بود، آرزو داشت تا سوار بر پگاسوس، اسب جادویی که حاصل هم‌بستر شدن پوزئیدون خدای دریاها و مدوسا بود و هنگامی به‌دنیا آمد که پرسئوس سر مدوسا را از بدنش جدا نمود. مانند هرکس دیگر، بلروفون قادر به نزدیک شدن به این اسب افسانه‌ای نبود. پس این چنین شد که او نصیحت‌های پولیدوس غیب‌گو که داناترین فرد در لیکیه بود را درپیش گرفت. پولیدوس که تحت تائیر شجاعت این جوان قرار گرفته بود، دربارهٔ پگاسوس افسانه‌ای برای او سخن گفت. پولیدوس به او توصیه کرد شبی را در معبد آتنا بگذراند و به او هدایایی ارائه نماید. در عوض، هنگامی که بلروفون در خواب به‌سر می‌برد، آن ایزدبانو به رؤیای او آمده و افساری از جنس طلا به او اهدا کرده و چاهی را که پگاسوس در آن آب می‌نوشید برای پیداکردن او مشخص کرد. صبح آن روز بلروفون از خواب بیدار شده و افسار را در کنار خود پیدا کرد. بلروفون به سوی جنگل و چاهی که آتنا از آن صحبت کرده بود حرکت کرد. او در بوته‌های کنار چاه مخفی شد تا این‌که بالاخره پگاسوس از راه رسید. او منتظر ماند تا پگاسوس برای نوشیدن آب در لبه چاه خم شود و از این فرصت استفاده کرده و افسار را به‌دور سر پگاسوس انداخت. پگاسوس به آسمان پر کشید و سعی کرد بلروفون را از روی خود به زمین بیندازد، اما بلروفون سوارکار ماهری بود و پگاسوس را به مبارزه طلبید. در این هنگام بود که پگاسوس قبول کرد که حالا دارای ارباب تازه‌ای شده است.

## کشتن کیمیرا
بلروفون، فرزند بهترین اسب سوار آن زمان، و از سنین کم سوارکاری را نزد پدر خود آموخت. بلروفون شاگرد باهوشی بود. وقتی شانزده ساله شد، میل شدیدی به ماجراجویی داشت، به همین ترتیب به‌دنبال آن رفت. در سفر خود با پرویتوس آشنا شد، کسی که با بلروفون دوستی الکی را آغاز کرد. در حقیقت، پرویتوس به شدت به بلروفون حسد می‌ورزید و به‌دنبال خلاص شدن از دست او بود. برادرش را غیرعمدی کشت و از افورا تبعید شد و به دربار پرویتوس رفت. زن پریتوس، استنبویا، عاشق بلروفون شده بود اما بلروفون که هیچ کاری با او نداشت موجب خشم استنبویا شد و او را به‌قصد تجاوز متهم کرد. پرویتوس، داماد لوباتس پادشاه لیکیه بود. پرویتوس که نمی‌خواست تعهدات مقدس مهمان‌نوازی را زیرپا بگذارد، برای گرفتن انتقام با وانمودکردن حسن نیتی پاک پیغامی مهرشده به بلروفون داد تا به پادشاه تحویل دهد. او به‌محض رسیدن به لیکیه، متوجه شد هر شب هیولایی به نام کیمیرا، دارای سر شیر، بدن بز و دمی از سر مار در پایین دره زنان، کودکان و احشام آن‌ها را شکار کرده و مردم را به وحشت می‌انداخت و امتداد کوهستان را با استخوان‌های بسیاری از قربانیان خود پوشانده بود. لوباتس نامه‌ای که بلروفون آورده بود را خواند و از نیت پرویتوس که کشتن بلروفون بود آگاه گشت. شاه که می‌دانست اعدام کردن بلروفون باعث ایجاد جنگ بین آن‌ها و کورینتوس‌ها می‌شود، بلروفون را به جنگ کیمیرا، اژدهای آتشین فرستاد، چون مطمئن بود به‌دست کایمرا کشته خواهد شد. اما بلروفون به کمک اسب بال‌دارش پگاسوس که آتنا به او داده بود، اژدها را کشت.
بلروفون بعدها خواست با اسبش به آسمان‌ها و قلمرو خدایان رود اما زئوس خرمگسی را فرستاد تا اسب را نیش بزند و اسب بلروفون را به زمین انداخت. بلروفون تا پایان عمر روی زمین زیست.